# Arrriva Dorellik
Arrriva Dorellik è un film italiano del 1967 diretto da Steno. 
Il primo con Johnny Dorelli protagonista, riprende il personaggio lanciato dal cantante l'anno precedente nella trasmissione TV Johnny Sera: ispirato al fumetto Diabolik in modo parodistico e caricaturale, Dorellik è stato definito dal suo interprete « geniale, sfortunato e vanesio. »

## Trama
La Costa Azzurra è flagellata dal criminale Dorellik che, con la sua risata malefica, costringe la polizia francese a chiedere l'aiuto di Scotland Yard. Dorellik è in cattive acque, senza più soldi, cerca allora lavoro con un annuncio sul giornale; viene contattato da Raphael Dupont che gli chiede di eliminare tutti gli altri Dupont di Francia, per risultare alla fine l'unico erede di un miliardario brasiliano. Dorellik inizia il suo compito, ma le cose non vanno come previsto.

## Produzione

### Cast
Oltre all'immancabaile coppia Dorelli-Lee, protagonista degli originali sketch televisivi, nel film compaiono validi attori italiani come Didi Perego e Riccardo Garrone e, fra gli stranieri, lo straordinario comico inglese Terry-Thomas (il commissario Green di Scotland Yard), che parteciperà pochi mesi dopo anche al Diabolik di Mario Bava.

### Riprese
La lavorazione sarebbe dovuta cominciare nel settembre 1966, ma fu rinviata perché Dorelli subì un intervento alla gola: le riprese slittarono così alla primavera successiva, svolgendosi da aprile a giugno 1967, in Costa Azzurra, Londra e Roma, con le scene girate in Inglese poi doppiate.

## Colonna sonora
Le musiche sono state composte e dirette da Franco Pisano. Il brano Arriva la bomba, cantato da Johnny Dorelli, fu creato appositamente come sigla di apertura e chiusura del film. Fu inserito nel 45 giri Arriva la bomba/L'orgoglioso, dove il cantante figura con il nome di Dorellik.

## Distribuzione
Il film uscì nell'ottobre 1967. Alla vigilia fu al centro di una disputa legale con il produttore Dino De Laurentiis, che aveva da poco acquisito i diritti per una trasposizione cinematografica di Diabolik, il quale costrinse la produzione a modificare il titolo originale Dorellik in Arrriva Dorellik.

## Dopo Dorellik
Nel dicembre 1968 Arrriva Dorellik era nella rosa di titoli da cui l'apposita Commissione doveva decidere quale avrebbe rappresentato l'Italia per l'Oscar al miglior film straniero (fu scelto La ragazza con la pistola, poi candidato dall'Academy nella cinquina finale).
A dieci anni dal lungometraggio, intervistato durante la lavorazione di un altro film dopo che Una sera c'incontrammo gli aveva definitivamente aperto le porte di Cinecittà, Johnny Dorelli lamentò: « per colpa di Dorellik io ero "bollato", per il cinema ».
Il Dorellik televisivo avrebbe anche ispirato Elisa Penna, all'epoca redattrice-capo del settimanale Topolino, per ideare il personaggio di Paperinik che poi debuttò nel 1969.